# Tajanstveni otok
Tajanstveni otok (francuski: L'Île mystérieuse) pustolovni je roman Julesa Vernea koji je objavljen 1875. godine. Originalno izdanje, koje je objavio Pierre-Jules Hetzel, sadrži ilustracije Julesa Férata. Događaji u romanu povezani su s prethodnim Verneovim djelima 20.000 milja pod morem i Djeca kapetana Granta, iako se tematski znatno razlikuju.

## Radnja
Knjiga govori o avanturama pet Amerikanaca na nepoznatom otoku u južnom Pacifiku. Priča počinje za vrijeme Američkog građanskog rata, tijekom opsade Richmonda, glavnog grada Konfederacije Američkih Država. U želji da izbjegnu glad i smrt koje razaraju grad, pet ratnih zarobljenika sa sjevera odlučuju pobjeći na neobičan način – otmicom balona. Bjegunci su Cyrus Smith, inženjer; Nab (skraćeno od Nabukodonosor), njegov crni sluga i bivši rob kome je Smith dao slobodu; mornar Bonadventure Pancroff; njegov štićenik Herbert Brown, dječak o kojem se Pancroff brine nakon smrti njegovog oca, bivšeg Pancroffovog kapetana; i novinar Gedeon Spillet. Družinu upotpunjuje Cyrusov pas zvan Top. ↓1
Nakon višednevnog leta po olujnom vremenu, njihov balon pao je na jedan nepoznati (izmišljeni) vulkanski otok koji se nalazi na 34°57′S 150°30′W / 34.950°S 150.500°W, oko 2500 kilometara istočno od Novog Zelanda. U stvarnosti, najbliže otočje bilo bi Marotiri, smješteno na 27°55′S 143°26′W / 27.917°S 143.433°W. Naseljenici su otok nazvali otok Lincoln, u čast američkom predsjedniku Abrahamu Lincolna. Zahvaljujući znanju inženjera Smitha, njih petero uspjeli su opstati na otoku, zapaliti vatru, napraviti keramičke posude, cigle, nitroglicerin, čelik, jedan jednostavan električni telegraf, kuću u špilji koja se nalazila na kamenoj litici te čak i jedan brod zvan Bonadventure. Također su uspjeli utvrditi geografski položaj otoka.
Tijekom boravka na otoku, družina je iskusila nevrijeme te je usvojila i pripitomila jednog orangutana, kojeg su nazvali Jupiter, skraćeno Jup.
Tijekom njihovog boravka na otoku bila je prisutna neka nevidljiva sila (deus ex machina) zahvaljujući kojoj je Cyrus preživio pad balona, pas Top čudesno je spašen iz usta dugonga, misteriozno pojavljivanje sanduka s opremom (oružje, municija, alat i drugo)  na obali, i slične potpuno neobjašnjive stvari.
Družina je pronašla poruku u boci koja ih je usmjerila da spase brodolomca Toma Ayrtona (lik iz Verneovog romana Djeca kapetana Granta) koji se nalazio na obližnjem (u stvarnosti fantomskom) otoku Tabor. Prilikom povratka na otok Lincoln s otoka Tabor, njihov brod izgubio se u oluji, ali su zahvaljujući misterioznoj vatri pronašli put.
Ayrtonovi bivši druzi koji su bili pirati, dolaze na otok Lincoln kako bi ga koristili kao skrovište. Nakon borbi s naseljenicima otoka, neobična eksplozija uništava piratski brod. Šest pirata uspjelo je preživjeti, a oni su nešto kasnije vatrenim oružjem ranili Herberta. Tada su predstavljali smrtnu opasnost za naseljenike. Međutim, iznenada su pronađeni mrtvi, vjerojatno u borbi, ali bez vidljivih rana. Herbert obolijeva od malarije, od koje ga spašava kinin sulfat, koji se tajanstveno pojavio na stolu u granitnom zamku.
Tajna otoka otkrivena je otkrićem skrovišta kapetana Nema i matične luke Nautilusa. Nakon što se spasio od snažnog vrtloga Maelstroma na kraju romana 20.000 milja pod morem, Nautilus je plovio svjetskim morima sve dok od posade nije ostao samo kapetan Nemo. Sada kao starac s bradom, Nemo je vratio Nautilus u njegovu tajnu luku koja se nalazi unutar otoka Lincolna. Nemo im otkriva da im je pružao pomoć i otkriva svoj pravi identitet. Nemo je bivši indijski princ Dakkar, sin jednog radže ondašnjeg nezavisnog područja Bundelkhanda i nećak indijskog heroja Tipu Sahiba. Nakon sudjelovanja u neuspješnom Indijskom ustanku 1857. godine, princ Dakkar je s dvadeset svojih sunarodnika pobjegao na pusti otok te se posvetio izgradnji Nautilusa i uzeo je novo ime kapetan Nemo. Nemo priča svoju životnu priču Cyrusu Smithu i njegovim prijateljima, a nakon toga umire, uz riječi „Bog i moja zemlja!“. Nautilus je potopljen i služi kao grobnica kapetana Nema.
Nešto kasnije dolazi do erupcije vulkana koja uništava otok. Orangutan Jup pada u pukotinu u zemlji i gine. Naseljenici koje je Nemo upozorio o nadolazećoj erupciji, preživljavaju na jednoj maloj stijeni, koja je sve što je preostalo od otoka. Njih spašava brod Duncan, koji je došao spasiti Ayrtona, ali zahvaljujući poruci koju je Nemo ostavio na otoku Tabor preusmjeren je prema otoku Lincoln.

## Nelogičnosti
Radnja romana 20.000 milja pod morem zbiva se od 1865. do 1869. godine, nakon završetka Američkog građanskog rata i tom prilikom se čitatelji prvi put susreću s kapetanom Nemom. Sljedeće pojavljivanje kapetana Nema zbiva se u romanu Tajanstveni otok čija se radnja zbiva od 1867. do 1868. godine. U ovom romanu kapetan Nemo umire, dok je u romanu 20.000 milja pod morem i dalje živ. Isto tako, radnja romana "Djeca kapetana Granta" zbiva se nakon Američkog građanskog rata što se izričito naglašava kada se u jednoj rečenici spominje američki predsjednik Abraham Lincoln „koji je ubijen u atentatu jednog luđaka”. Na završetku tog romana odmetnik Ayrton biva ostavljen na pustom otoku Tabor u Tihom oceanu. Ayrton se sljedeći put ponovno pojavljuje u romanu Tajanstveni otok pred kraj Američkog građanskog rata nakon što je proveo godine u samoći na otoku. Još jedna greška je što je Nab Smithov bivši rob, a Smith je iz Massachusettsa koji je ukinuo ropstvo tijekom 1780-ih, stoga Nab nikako nije mogao biti Smithov rob.